# مردم هوئی

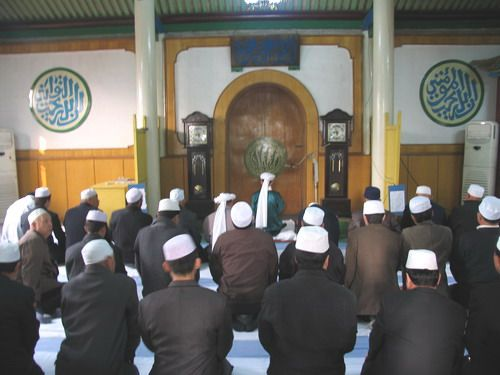
نمازگزاران هوئی در مسجد

مردم هوئی (هویی، خویی یا خویی‌زو)، دونگان، یا تونگان (در آسیای مرکزی)، یا خوتون (به مغولی)، نام یک گروه قومی-مذهبی بزرگ در کشور چین است. هویی‌ها در شمال چین زندگی می‌کنند و در واقع مسلمانان چینی-زبان هستند. تعداد آن‌ها در سال ۲۰۱۸ میلادی حدود ۱۵ میلیون نفر تخمین زده می‌شود. هوئی‌ها، با جمعیتی کمی بیشتر از ترک‌های اویغور، بزرگترین قوم مسلمان کشور چین را تشکیل می‌دهند.
قوم هوئی نقش مهمی در فرهنگ غنی چینی قدیم داشته‌اند و هم‌اکنون نیز هنرهای بسیاری در چین از این قوم سر منشأ گرفته‌اند. در میان این مردم صوفی گری رواج بسیاری دارد و تأثیرپذیری از فرهنگ ایرانی نیز در ادبیات، نمایش، قالی بافی و معماری این مردمان دیده می‌شود. در واقع اسلام در میان این مردم از طریق بازرگانان ایرانی مسلمان رواج یافته‌است، و بسیاری از اصطلاحات و کتب اسلامی تاریخی رایج در میان هوئی‌ها، به زبان فارسی بوده است.

## تاریخ
مردم هوئی بزرگ‌ترین قوم مسلمان در چین هستند و اویغورها دومین گروه قومی مسلمان در چین هستند. خویی‌زو یا هوئی قوم مسلمان ایرانی‌تبار هستند که حدود ۵۰۰ سال پیش برای ترویج دین اسلام به چین رفتند، با قوم خَن (هان) ازدواج کردند و در آن جا ماندگار شدند. در این میان اقوام چینی، قوم «خویی‌زو» بسیار به بهداشت فردی و نوع خوراک خود اهمیت داده و به آموزه‌های اسلام پایبند هستند. این قوم اغلب در غرب چین و شمال غربی چین ساکن هستند.
در طول حاکمیت دودمان مغولی یوان، حکومت مغولی برای تحمیل و تضمین حاکمیت خویش بر روی اکثریت هان، از سیاست «تفرقه بینداز و حکومت کن» استفاده کرده و بر اقلیت‌های قومی و مذهبی استفاده کرده و منجمله بر روی مسلمانان هوئی. برای مردم هوئی حاکمیت مغول دورانی بود بطور کلی مثبت و پرثمر، و در نتیجهٔ آن، حضور و نقش و پایداری آنان در جاها و مناطق مختلف چین تضمین شد. بطور مثال، در طول حاکمیت مغولی یوان، پایه و اساسِ حضور و رشد و تبلور مردم هوئی در استان جنوب‌غربی یون‌نان بنا نهاده شد.
در طول حاکمیت دودمان چینی مینگ، اولا اینکه مسلمانان هوئی به حاشیهٔ جامعه و ملت چین رانده شده و در فقر، محرومیت، عدم فرصت تحصیلی و اقتصادی، و در تبعیض نسبی به سر کردند. دوما که، با محدود شدن ارتباطات چین با دنیای خارج، منجمله قطع ارتباط دریایی گوانگ‌دونگ با خاورمیانه و ارتباط زمینی شمال‌غرب چین با آسیای میانه، جامعهٔ مسلمان هوئی نیز از جهان اسلام جدا افتادند. در نتیجه، در طول حاکمیت مینگ، فرصتی برای جامعهٔ هوئی پیش آمد که خود را هرچه بیشتر با جامعه و فرهنگ و سنن چینی پیوند زده، و به بخشی جدانشدنی از ملت چین تبدیل شود.
در این دوران علماء و آخوندهای شهیری دست به نوشتن «هان‌کتاب» زدند، که در آن، به زبان چینی، حقیقت توحید و اسلام را با تکیه بر سنت و ادبیات کنفوسیوسی توضیح داده و ارائه کردند.
نتیجهٔ این اتفاق این بود که مردم هوئی، با وجود اینکه در طول قرن‌ها، دست به قیام‌ها و شورشهای متعددی زده‌اند، اما هیچ‌کدام از این شورشها نه تجزیه‌طلب بوده، و نه خواهان تحمیل حاکمیت اسلامی (مانند گورکانیان در هندوستان).
در طول حاکمیت دودمان چینگ، با باز شدن مجدد ارتباطات با آسیای مرکزی و با حجاز، ایده‌ها و تفکرات جدید اسلامی وارد چین شده و میان مردم هوئی ترویج یافت. از جملهٔ این تفکرات، طرق صوفیت، مانند «خفیه» توسط خواجه هدایت اللّه معروف به آفاق، و «جهریه» توسط «ما مینگ‌شین» (هر دو از شاخه‌های تصوف نقشبندی). این طرق، و گروه‌های جدید التاسیس مرتبط با آنان نقش مهمی در گروه‌بندی اجتماعی، اقتصادی،و سیاسی مردم هوئی داشت.
در دوران حاکمیت چینگ، مخصوصا در دهه‌های پایانی آن که این دودمان رو به زوال بود، شورش‌ها و قیام‌های متعددی، منجمله توسط بخشی از جامعهٔ هوئی به وقوع پیوست. گسترده‌ترین آن، در دههٔ ۱۸۶۰ میلادی بود، که در طول آن، میلیون‌ها هوئی (و البته هان و مردمان ساید اقوام) کشته و آواره شدند. بطور مثال، پیش از این شورشها، در استان شنسی بیش از ۴ میلیون مسلمان هوئی ساکن بود، اما پس از آن، تعداد آنان به زیر ۲۰ هزار نفر کاهش یافته، و بسیاری از آنان به غرب و به گانسو اخراج شدند.
در طول جمهوری چین (۱۹۴۹–۱۹۱۲)، برای اولین بار، متفکرین و علمای هوئی، در چهارچوب چینِ جدید، سازمان‌ها و احزاب فراگیری را تأسیس کردند که قوم هوئی در کل چین را نمایندگی کند. برای اولین بار، قوم هوئی، خود را به عنوان یک قوم واحد و متحد در نظام چین دید.
در همین دوران، تفکرات سلفی گری، با نام «اخوان»، در چین شروع به رواج یافتن گردید. این تفکرات، با خیلی از سنن و رسوم تصوف مخالف بود و آنان را کنار زد. تفکرات سلفی گری همین‌طور توسط جنگ‌سالاران ترویج و متحول گشته و ارتباط هوئی‌ها با حاکمیت چین را تقویت بخشید (به موازات با تضعیف و تخریب ارتباط‌های طرق و گروه‌های تصوف).
در این دوران، جنگ‌سالاران و فرماندهان تظامی مسلمان هوئی نقش کلیدی در اتحاد خود با چیانگ کای شک و «چینِ ملی» ایفا کردند.‌این جنگ‌سالاران، حاکمیت چین در اراضی شمال‌غربی خود را تحکیم بخشیدند، قیام‌ها و احساسات تجزیه‌طلبی ترک‌های اویغور و قزاق در شین‌جیانگ را سرکوب نموده، و البته بر علیه مائو تسه‌دونگ مبارزه کردند.
در دوران جمهوری خلق چین، رابطه مردم هوئی با حکومت پیچیده بوده. هوئی‌ها از اویغورها و قزاق‌ها از آزادی مذهبی و اجتماعی بیشتری‌برخوردار بوده‌اند، و در استیطان و تغییر ترکیب قومیتی شین‌جیانگ حضور پررنگی داشته‌اند، بطوری که حدود یک میلیون هوئی (معادل ۵٪ جمعیت شین‌جیانگ) در این منطقه زندگی می‌کنند. در طول انقلاب فرهنگی چین، هوئی‌ها متحمل سرکوب و کشتار و فشار گسترده‌ای شدند، منجمله بطور مثال هوئی‌های ساکن یون‌نان، که در طول قیام آنان، حدود ۱۶۰۰ نفر هوئی به دست حزب کمونیست کشته شدند.

## مشاهیر
1. ژنگ هی، دریا سالار مشهور چینی در دوران سلسله مینگ معروف به حاجی محمود شمس الدوله.
2. ژونگ شین، شهردار سابق شهر هاربین.
3. لی جی، دانشمند و ریاضی‌دان اهل استان فوجیان چین.
4. می هوان، نویسنده و شاعر مشهور معاصر چینی.
5. هائی روئی، سیاستمدار مشهور چینی در دوران امپراتوری مینگ.
6. هائی لیانگیئو، معاون اجرایی نخست‌وزیر فعلی چین.
7. ژانگ لینپنگ، فوتبالیست چینی.